# Anthelmintikum
Anthelmintikum je označení pro léčivou látku, která působí proti parazitickým helmintům (červům). Anthelmintika různými mechanismy usmrcují, inaktivují nebo jen paralyzují parazitární helminty v hostitelském organismu. Používají se tedy k odčervení (dehelmintizaci) lidí a zvířat.

## Dělení anthelmintik

Citlivost helmintů na anthelmintika lze testovat také ex vivo. Zde je vyobrazeno testování nové účinné látky (inhibitor cysteinové proteázy) na dospělé měchovce Ancylostoma ceylanicum.

### Dle spektra působnosti
- širokospektrá (proti různým skupinám červů – např. albendazol – účinný proti hlísticím, částečně proti motolicím, tasemnicím)
- úzce specializovaná (proti konkrétním druhům – např. triklabendazol – účinný pouze proti motolicím z čeledi Fasciolidae)

nebo také
- antinematoda – léčiva s účinkem proti hlísticím
- anticestoda – léčiva s účinkem proti tasemnicím
- antitrematoda – léčiva s účinkem proti motolicím

### Dle chemické struktury
Dle chemické struktury se dělí anthelmintika do několika skupin: benzimidazoly, makrocyklické laktony, imidazothiazoly, tetrahydropyrimidiny, salicylanilidy a další. Přehled anthelmintických tříd, jejich zástupců a mechanismus působení je uveden v tabulce.
| Skupina               | Látka          | Mechanismus účinku |
| --------------------- | -------------- | ------------------ |
| benzimidazoly         | albendazol     | vazba na tubulin   |
| benzimidazoly         | fenbendazol    | vazba na tubulin   |
| benzimidazoly         | mebendazol     | vazba na tubulin   |
| benzimidazoly         | thiabendazol   | vazba na tubulin   |
| benzimidazoly         | triklabendazol | vazba na tubulin   |
| makrocyklické laktony | ivermektin     |                    |
| makrocyklické laktony | moxidektin     |                    |
| prazikvantel          | prazikvantel   |                    |
| imidazothiazoly       | levamisol      |                    |
| tetrahydropyrimidiny  | pyrantel       |                    |
| salicylanilidy        | klosantel      |                    |

## Odčervení
Odčervení (dehelmintizace) je léčebný postup, kdy se infikovanému člověku nebo zvířeti podávají léčivé látky – tedy anthelmintika – s cílem zbavit organismus parazitických helmintů. Anthelmintika se aplikují v různých formách: perorálně (tablety, tobolky, kapky), injekčně (podkožně nebo do svalu). U zvířat existují i další způsoby jako perorální roztoky (drenčování u přežvýkavců, koní), perorální pasty (koně, psi, kočky) nebo se mohou přidávat do vody (u drůbeže) či ve formě prášku do krmiva (např. jelenovití). Některá anthelmintika se vstřebávají kůží a lze je tak aplikovat přes kůži zvířat ve formě spot on (psi, kočky) či pour on (přežvýkavci).

### Farmakokinetika
Osud anthelmintika v organismu závisí na fyzikálně-chemických vlastnostech látky, způsobu a formě podání. Většina látek se v organismu metabolizuje (biotransformace) a to nejčastěji v játrech. Některá se vylučují z těla v nezměněné formě. Anthelmintika, ať už v metabolizované či nezměněné podobě, se distribuují do organismu krevním oběhem. Z těla se pak mohou vylučovat nejčastěji močí přes ledviny, dále žlučí s trusem, mlékem či potem a slinami.

## Anthelmintická rezistence
Anthelmintická rezistence (zkratka AR) je selekčním tlakem získaná odolnost helmintů vůči působení anthelmintik. Rezistence je též definovaná jako schopnost konkrétního kmene helmintického parazita tolerovat dávku anthelmintika, která by byla pro normální, vnímavou populaci daného druhu parazita letální. Rezistence vzniká postupně v čase a je podmíněna geneticky. Nejrozšířenější je rezistence u hlístic přežvýkavců a koní. Objevily se však i první případy neúčinné terapie u lidí či AR u psů.

### U zvířat

#### Ovce a další přežvýkavci
Celosvětovým problém je rezistence u ovcí a potažmo i koz. Pastevní parazitózy u ovcí (hlístice trávicího traktu převážně z čeledi Trichostrongylidae) představují závažný problém a pro produkci limitující faktor chovu. Proto je použití anthelmintik v chovech ovcí zcela běžnou praxí, která zlepšuje zdraví ovcí a zvyšuje produktivitu chovu. V zemích s celoročním pastevním odchovem se stáda odčervují i 3–4krát do roka. Právě vysoká četnost použití anthelmintik, hromadná aplikace všem zvířatům – i těm s malým počtem parazitů, opakované aplikace látek stejného mechanismu a nesprávné aplikace (poddávkování, nesprávný čas léčby apod.) byly předpokladem pro adaptaci helmitů na vysoký selekční tlak a tím vznik rezistence. To vedlo ke vzniku rezistentních střevních hlístic u ovcí po celém světě. První případy rezistence se objevily v již 60. létech 20. století a to zejména v Austrálii, Jižní Africe a zemích Jižní Ameriky. Nejčastěji je rezistence pozorována u vlasovky slezové (Haemonchus contortus). Doba mezi uvedením nové látky na trh a objevením prvních případů rezistentních vlasovek je kratší 10 let. V současné době je AR rozšířená i u ovcí bez celoročního pastevního systému v oblastech mírného pásu. Rezistence byla popsána proti několika skupinám anthelmintik, včetně benzimidazolů (BZ), makrocyklických laktonů (ML), tetrahydropyrimidinů a levamizolu. V řadě zemí byla popsána i přítomnost multirezistetních kmenů. To jsou paraziti s rezistencí vůči víc než jedné skupině anthelmintik, např. BZ+ML. Nové řešení v boji proti rezistentním hlísticím u ovcí slibovalo uvedení nového anthelmintika v roce 2009. Byla jím látka monepantel ze skupiny derivátu aminoacetonitrilu, jež účinkovala proti BZ nebo ML-rezistentním hlísticím ovcí. Nicméně první případy rezistence na monepantel u ovcí byly zjištěny zhruba už 3–4 roky po zavedení přípravku na trh. V Holandsku byly zjištěny monepantel-rezistentní hlístice dokonce 2 roky od registrace přípravku.
U koz je chov i spektrum pastevních parazitů velmi podobné. Proto je výskyt rezistence běžný i u těchto malých přežvýkavců. U hlístic skotu, je v porovnání s malými přežvýkavci problém rezistence menší a nedosahuje tak globálních rozměrů.
Krom hlístic byla rezistence popsána také u motolic. Rezistence motolice jaterní na triklabendazol u ovcí a skotu byla hlášena z Austrálie, Velké Británie, Irska, Holandska, Španělska, Argentiny. Albendazol –rezistentní kmeny byly zjištěny v Argentině, Švédsku a Španělsku.

#### U koní
Mezi nejběžnější parazity u koní patří malí a velcí stongylidi nebo škrkavky rodu Parascaris. K odčervování koní se používají BZ, ML nebo tetrahydropyrimidiny (pyrantel). V minulosti se odčervovali všechny koně ve stádu a to i preventivně. To bylo jednou z hlavních příčin vzniku rezistence u strongylidů a škrkavek. Rezistence na ivermektin, moxidektin, fenbendazol či pyrantel u strongylidů a škrkavek byly zaznamenány v řadě zemí.

#### U psů
U psích parazitů se AR téměř nevyskytuje. Nicméně existují ojedinělé důkazy o rezistentních kmenech měchovců či vlasovců psích.

### U lidí
Stejně jako u psů je i výskyt rezistence u lidských helmintů velmi vzácným jevem. Bylo již však popsáno několik případů podezření na rezistenci. V Egyptě byly dokumentovány případy krevniček Schistosoma mansoni nereagující na prazikvantel. Ve studii na Mali neúčinkoval mebendazol u pacientů s měchovcem lidským.